# ハルモニア この愛の涯て
『ハルモニア この愛の涯て』（ハルモニア このあいのはて）は、1998年7月11日から9月12日に日本テレビ系で放送されたテレビドラマ。全9回。

## 概要
原作は『女たちのジハード』で直木賞を受賞した篠田節子の小説『ハルモニア』。原作よりも主人公の年齢が下げられている。
1999年12月22日に全5巻でVHS化されているが、DVDやBD化はされていない。

## あらすじ
音楽大学でチェロを専攻する東野秀行（堂本光一）は早くに両親を亡くし、心臓に重い病を抱える弟・健二（大坂俊介）との2人暮らし。生活の面倒は、両親の古い友人であり、また交際している保子（矢田亜希子）の父である大学教授の山岡（伊武雅刀）に見てもらっている。
ある日、弟の高校受験を前に何かアルバイトをしたいと、山岡に申し出た秀行はリゾート施設「泉の里」でのチェロ講師を紹介される。しかし、リゾート施設とされたその場所は、実際は社会から隔離・閉鎖された重い精神病患者のための施設だった。担当の深谷（手塚理美）に案内され、秀行がチェロを教える事になったのは「ウエルニッケ不全症候群」という言葉を理解できない病に冒された女性、由希（中谷美紀）だった。
由希にチェロを教えるにつれ、秀行の周囲では不可解な事故が多発する。それらは由希が引き起こしていた。

## キャスト
- 東野秀行 - 堂本光一（KinKi Kids）
- 浅羽由希 - 中谷美紀
- 山岡保子 - 矢田亜希子
- 東野健志 - 大坂俊介（ジャニーズJr.）
- ナオキ - 松山幸次
- リナ - 瀬戸カトリーヌ
- 池田山指導員 - 市川勉
- 中沢幸一 - 深水三章
- 深谷規子 - 手塚理美
- 山岡将雄 - 伊武雅刀

ほか

## スタッフ
- 原作：篠田節子
- 脚本：小原信治、久松真一
- 監督：堤幸彦、倉田貴也
- 音楽：見岳章
- 主題歌：少年隊「愛と沈黙」
- チェロ指導：山本祐ノ介
- 音楽監修：新井鴎子
- ミュージックオペレーション：志田博英
- ノイズオペレーション：小川広美
- 特殊合成：クロースタジオ
- CG：西村事務所
- 演出助手：木村ひさし
- AP：内山雅博
- プロデューサー：櫨山裕子
- 制作協力：オフィスクレッシェンド
- 制作著作：日本テレビ

## 受賞歴
- 第18回ザテレビジョンドラマアカデミー賞[2][3]
  - 主演女優賞（中谷美紀）
  - 撮影賞

## サブタイトル
参照宇宙船YB 1999, p. 100
| 各話                                                       | 放送日  | サブタイトル                                         | 脚本     | 演出     | 視聴率 |
| ---------------------------------------------------------- | ------- | ---------------------------------------------------- | -------- | -------- | ------ |
| 第1話                                                      | 7月11日 | 愛のチェロレッスン･その時彼女の心に奇跡が起こった    | 小原信治 | 堤幸彦   | 15.2%  |
| 第2話                                                      | 7月18日 | 君は機械なんかじゃない!深まる愛は恐怖の力を生んだ…   | 小原信治 | 堤幸彦   | 13.0%  |
| 第3話                                                      | 7月25日 | 由希が感情を取り戻した!彼女の心の言葉を聞いて下さい  | 久松真一 | 倉田貴也 | 14.9%  |
| 第4話                                                      | 8月1日  | 乗り移った天才 君の心はどこにある?7年前の秘密とは…   | 久松真一 | 倉田貴也 | 13.9%  |
| 第5話                                                      | 8月8日  | 心の叫びと命がけのレッスン・その時恐怖の力は彼を襲う | 小原信治 | 堤幸彦   | 11.6%  |
| 第6話                                                      | 8月15日 | 禁じられても君に逢いたい                             | 小原信治 | 堤幸彦   | 12.6%  |
| 第7話                                                      | 8月29日 | 誘拐･君が僕を呼んだ                                  | 久松真一 | 堤幸彦   | 13.9%  |
| 第8話                                                      | 9月5日  | 君が生きるために君を殺す                             | 小原信治 | 倉田貴也 | 12.9%  |
| 最終話                                                     | 9月12日 | 最終楽章 そして君は海へ                              | 小原信治 | 堤幸彦   | 16.2%  |
| 平均視聴率 13.8%（視聴率は関東地区・ビデオリサーチ社調べ） |         |                                                      |          |          |        |